# Sundance Film Festival 1994
Das 11. Sundance Film Festival fand vom 20. Januar bis zum 30. Januar 1994 statt. Es zeigte mehr als 90 Lang- und 60 Kurzfilme.

## Ausgezeichnete Filme
- Audience Award Documentary: Hoop Dreams – Regie: Steve James
- Audience Award Dramatic: Spanking the Monkey – Regie: David O. Russell
- Excellence in Cinematography Award Documentary: Morten Sandtroen – Colorado Cowboy: The Bruce Ford Story
- Excellence in Cinematography Award Dramatic: Suture
- Filmmaker Trophy Documentary: Theremin: An Electronic Odyssey
- Filmmaker Trophy Dramatic: Clerks – Die Ladenhüter (Clerks) – Regie: Kevin Smith
- Filmmaker Trophy Dramatic: Fresh – Regie: Boaz Yakin
- Freedom of Expression Award: Gespräche mit verrückten Frauen (Dialogues with Madwomen) – Regie: Allie Light
- Freedom of Expression Award: Heart of the Matter
- Grand Jury Prize Documentary: Freedom on My Mind – Regie: Connie Field, Marilyn Mulford
- Grand Jury Prize Dramatic: What Happened Was
- Special Jury Prize for Acting: Sean Nelson – Fresh
- Special Jury Recognition: Coming Out Under Fire
- Special Jury Recognition: Fun
- Waldo Salt Screenwriting Award: What Happened Was

## Jurymitglieder
Documentary Competition Jury
- Bill Couturié
- Barbara Hammer
- Chris Hegedus
- Betsy McLane
- Marco Williams

Dramatic Competition Jury
- Allison Anders
- Tantoo Cardinal
- Maggie Greenwald
- Neal Jimenez
- Matthew Modine